# Веселов, Борис Алексеевич
Борис Алексеевич Веселов (1933, Ивановская Промышленная область — 2019) — советский строитель. Почётный гражданин Павлодара.

## Биография
Борис Веселов родился в 1933 году в Ивановской Промышленной области (сейчас Ивановская область).
В 1953 году с отличием окончил Ивановский коммунально-строительный техникум. После этого был направлен в распоряжение МВД СССР и командирован в Ровно, где был назначен начальником квартирно-эксплуатационной части мотоотряда, который боролся с бандеровцами. В список задач Веселова входило строительство казарм и других зданий, снабжение и интендантские функции. Эта работа не была близка ему, и Веселов неоднократно писал рапорты с просьбой направить его на более крупную стройку. В итоге он в составе Туркменского военно-строительного отряда был командирован в Ашхабад, разрушенный землетрясением 1948 года, занимался восстановлением пограничных застав и комендатур.
С 1 января 1956 года жил и работал в Павлодаре. До 1960 года был прорабом, старшим прорабом, начальником участка на строительстве комбината железобетонных изделий №2, а затем комбинатов ЖБИ №1 и 4. От скорости их ввода в строй зависело строительство других заводов Павлодара — комбайнового и алюминиевого. Среди работников, которыми управлял Веселов, было немало заключённых, и ему удалось их организовать и заслужить доверие. Впоследствии был назначен главным инженером строительного управления №12, а затем его начальником. В этот период строители в Павлодаре стали первыми в Казахской ССР, кто использовал новаторские методы массового жилищного строительства: в частности, ввести в строй пробную панельную многоэтажку удалось всего за месяц.
В 1961—1962 годах был начальником строительного управления №4, возводившего Павлодарский комбайновый (позже тракторный) завод.
В 1962 году, после того как управление «Павлодарстрой» и трест «Алюминистрой» объединили в трест «Павлодарпромстрой», Веселов был назначен начальником самого крупного входившего в его состав управления №1. Оно занималось строительством алюминиевого завода. Веселов руководил управлением до 1969 года. В 1964 году за пуск первой очереди завода он был награждён орденом Трудового Красного Знамени.
С 1969 года управлял трестом «Павлодарпромстрой», а в 1971 году возглавил трест «Павлодартракторострой». В 1977 году организация в целом закончила возведение тракторного завода, параллельно ведя строительство нефтеперерабатывающего завода, завершённое в 1979 году. За это Веселов был удостоен Премии Совета Министров СССР.
В 1979 году по рекомендации прежнего руководителя Александра Ломова возглавлял объединение «Главпавлодарстрой», в состав которого входили тресты «Павлодарпромстрой», «Павлодаржилстрой», «Ермакферросплавстрой», «Спецстрой», «Стройдеталь», а также домостроительный комбинат. В объединении работали 13 тысяч сотрудников и около 8 тысяч субподрядчиков. Промышленные объекты, возведённые объединением, отвечали высоким требованиям к качеству: Павлодарский нефтеперерабатывающий завод стал лучшим в СССР по глубине переработки нефти, а на Ермаковском ферросплавном заводе работали самые мощные печи в мире. Веселов сделал значительный вклад в развитие Павлодара: при его участии построены многие промышленные предприятия, социальные и культурные объекты, жилые дома в Павлодаре, Ермаке, Экибастузе. Ежегодно «Павлодаржилстрой» и домостроительный комбинат сдавали до 180—200 тысяч квадратных метров жилья.
В 1986 году «Главпавлодарстрой» был расформирован, и Веселова направили в областной агропромышленный комитет, где он стал первым заместителем председателя по капитальному строительству. Параллельно руководил объединением «Павлодарагропромстрой». Под руководством Веселова в Павлодаре, Экибастузе и Ермаке были реконструированы молочные комбинаты, в Павлодаре построено картофелехранилище на четыре тысячи тонн. Был пущена в строй первая очередь свинокомплекса, расширены мощности Ермаковской птицефабрики, введена первая очередь Экибастузской птицефабрики.
В 1957—1985 годах был депутатом Павлодарского областного и городского Советов народных депутатов.
На пенсии активно участвовал в общественной жизни Павлодара и Павлодарской области. Был председателем совета ветеранов строителей города.
Награждён орденами Ленина, Трудового Красного Знамени, «Знак Почёта» (дважды), медалями, в том числе «За освоение целинных земель», «За доблестный труд», «За заслуги перед областью». Ветеран труда, почётный строитель Казахстана.
8 сентября 2010 года решением Павлодарского городского маслихата удостоен звания почётного гражданина Павлодара.
Умер в 2019 году.

## Семья
Отец — Алексей Веселов (?—1947), участник Великой Отечественной войны.
Старший брат — Владимир Алексеевич Веселов, был на два года старше, окончил художественное и авиационное училища.